# Jörg Linstädter
Jörg Linstädter (* 19. November 1969 in Gotha) ist ein deutscher Archäologe. Seit 2022 ist er Leitender Direktor der Kommission für Archäologie Außereuropäischer Kulturen des Deutschen Archäologischen Instituts (DAI) in Bonn. Seine Forschung fokussiert sich auf späte Jäger-Sammler-Gemeinschaften und frühe Formen der Nahrungsproduktion in Afrika.

## Leben und Wirken
Jörg Linstädter studierte von 1990 bis 1998 Ur- und Frühgeschichte, Geologie und Ägyptologie an der Humboldt-Universität zu Berlin sowie an der Universität zu Köln. 1998 erlangte er seinen Magister Artium an der Universität zu Köln mit einer Arbeit zum Mittelneolithischen Fundplatz Wadi Bakht 82/21 im Gilf Kebir (Ägypten). Die Promotion erfolgte 2003 ebenfalls in Köln mit einer Arbeit zur Keramik des mediterranen Neolithikums Nordafrikas. Während seines Studiums war er als Wissenschaftlicher Mitarbeiter im Projekt Ur- und Frühgeschichte des östlichen Rif, Marokko, als auch im Sonderforschungsbereich 389 Arid Climate Adaptation and Cultural Innovation in Africa tätig. Hiermit gingen zahlreiche Feldarbeiten in Marokko, Ägypten, Sudan und Libyen einher, womit er schon früh seinen Forschungsschwerpunkt auf die Archäologie des afrikanischen Kontinents setzte. Von 2006 bis 2009 war Linstädter Projektleiter im durch die Volkswagen Stiftung finanzierten Projekt Spätquartärer Landschafts- und Nutzungswandel im semiariden Nordosten Marokkos – eine geoarchäologische Rekonstruktion. In den Jahren 2009 bis 2015 war er Wissenschaftlicher Mitarbeiter im Sonderforschungsbereich 806 Our Way to Europe für das Teilprojekt C2 Early Holocene Contacts between Africa and Europe and Their Palaeoenvironmental Context. Der Fokus seiner Feldarbeit in diesem Zeitraum lag vor allem auf Marokko und Spanien, gleichzeitig fanden Forschungsaufenthalte in Bangladesch und Brasilien statt. Zwischen 2012 und 2014 war Linstädter als Dozent an den Universitäten Tübingen, Las Palmas de Gran Canaria und Oxford tätig und habilitierte 2014 in Tübingen mit einer Arbeit zur früh- und mittelneolithischen Besiedlungsgeschichte und dem Beginn der produzierenden Wirtschaftsweise im Nordosten Marokkos.
2015 wurde er wissenschaftlicher Direktor der Kommission für Archäologie außereuropäischer Kulturen (KAAK) des Deutschen Archäologischen Instituts in Bonn. 2022 wurde er als Nachfolger von Burkhard Vogt zum Leitenden Direktor der KAAK gewählt. Im Rahmen seiner Forschungstätigkeit beim DAI widmet sich Linstädter der Erforschung des Übergangs von Jäger-Sammlern zu Ackerbauern zwischen dem Later Stone Age und dem Early Iron Age in Südafrika, Mosambik und Eswatini. Seine Ausgrabungen in der Lion Cavern (Eswatini) erbrachten Hinweise auf den potentiell frühesten Abbau von rotem Ocker.
Mit dem DFG-Schwerpunktprogramm Entangled Africa: Innerafrikanische Beziehungen zwischen Regenwald und Mittelmeer, ca. 6.000 bis 500 Jahre vor heute sowie dem TransArea Network Afrika (TANA), hat Linstädter Formate ins Leben gerufen, welche die Vernetzung der Afrika-Projekte am DAI untereinander stärken sollen sowie die mit ihren afrikanischen und internationalen Partnern.